# Tsuramoto Tashiro
Tashiro Tsuramoto (田代 陣基, nascido em 1678) foi um jovem samurai que visitou Yamamoto Tsunetomo em 5 de março de 1710 e que ficou fascinado pelo velho samurai. Ele começou a escrever meticulosamente as cartas que constituíram o código guerreiro da classe samurai em que eles pertenciam, e realizou uma compiação de 11 volumes das ideias de Yamamoto, intituladas de Hagakure em 10 de setembro de 1716. 
Seus manuscritos permaneceram em secreto na posse do clã Nabeshima em aproximadamente dois séculos, até ter se tornado público no período Meiji.